# Trofeu Individual Bancaixa de 2008
El Trofeu Individual Bancaixa de 2008 és la XXIII edició del Trofeu Individual Bancaixa de la modalitat d'Escala i corda de la pilota valenciana.

## Pilotaires

### Des de la fase prèvia
| - Boni, de Vilamarxant - Carlos, de Petrer - Escoto, d'Oliva - Fageca, de València - Fran, de Godelleta - Marcos, de Godelleta |  | - Marrahí, de Castelló de la Ribera - Pasqual II, de la Pobla de Vallbona - Primi, de Gata de Gorgos - Puchol II, de Vinalesa - Roberto, de Beniparrell - Santi II, de Silla |

### Final

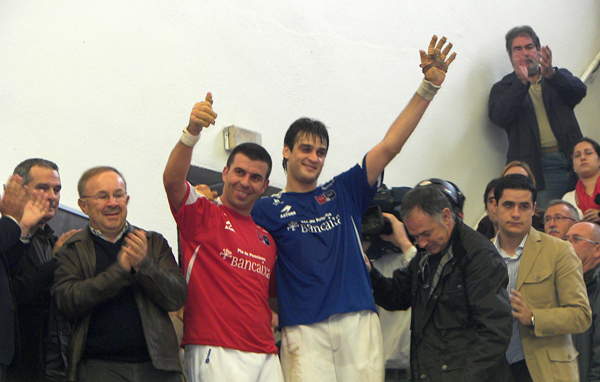
Álvaro (roig) i Genovés II (blau)

### Des d'octaus de final
- Colau, de La Pobla de Vallbona
- Soro III, de Massamagrell

### Des de Quarts de final
- León, del Genovés
- Miguel, de Petrer

### Des de Semifinals
- Álvaro, de Faura
- Genovés II, del Genovés

#### Feridors
- Oltra
- Pedrito

## Partides

### Fase prèvia
| Data     | Trinquet            | Roig       | Blau      | Resultat |
| -------- | ------------------- | ---------- | --------- | -------- |
| 14/09/08 | Trinquet de Benissa | Fran       | Escoto    | 60-40    |
| 17/09/08 | Guadassuar          | Marrahí    | Marcos    | 30-60    |
| 20/09/08 | Pedreguer           | Pasqual II | Santi II  | 60-30    |
| 21/09/08 | Trinquet de Benissa | Primi      | Carlos    | 60-50    |
| 22/09/08 | Guadassuar          | Boni       | Roberto   | 60-30    |
| 25/09/08 | Pelayo (València)   | Fageca     | Puchol II | 60-35    |
| 27/09/08 | Pedreguer           | Fran       | Marcos    | 60-35    |
| 28/09/08 | Trinquet de Benissa | Pasqual II | Primi     | 35-60    |
| 04/10/08 | Pedreguer           | Fran       | Primi     | 60-20    |
| 06/10/08 | Benidorm            | Boni       | Fageca    | 40-60    |
| 11/10/08 | Guadassuar          | Fageca     | Boni      | 60-25    |